# Monsters of Folk
I Monsters of Folk sono un supergruppo musicale folk statunitense formatosi nel 2004.

## Storia del gruppo
Il gruppo è composto da Jim James dei My Morning Jacket, Conor Oberst e Mike Mogis dei Bright Eyes e M. Ward degli She & Him. 
Esso si è formato nel 2004 ma a causa dei vari impegni con i rispettivi gruppi, i musicisti non hanno potuto lavorare al primo album fino al 2009, anno in cui è uscito l'eponimo Monsters of Folk per la Rough Trade Records. Il disco ha raggiunto la posizione #15 della Billboard 200.

## Formazione
- Conor Oberst – voce, chitarra, basso, batteria, percussioni, tastiere, piano
- M. Ward – voce, chitarra, basso, piano
- Jim James – voce, chitarra, basso, batteria, percussioni, tastiere
- Mike Mogis – chitarra, tastiere, cori, pedal steel guitar, mandolino, dobro, basso, batteria, percussioni

## Discografia
Album studio
- 2009 - Monsters of Folk